# Caspe
Caspe je město autonomního společenství Aragonie a provincie Zaragoza a hlavním městem comarky Bajo Aragón-Caspe. V 19. století Caspe získalo od Isabely II. statut města.

## Geografie
Caspe nachází na 41,2° severní délky a nultém poledníku. Leží 104 km na jihovýchod od Zaragozy, na břehu řeky Guadalope, která však na tomto území již nemá vodu, protože byla řeka odkloněna kvůli stavbě přehrady. Nedaleko města protéká řeka Ebro.
Prochází tudy železniční trať Zaragoza – Tarragona, v současnosti nepříliš frekventovaná.

## Historie
V roce 1169 Alfons II. Aragonský připojil Caspe do Aragonského království. V Caspe došlo roku 1412 k významné historické události známé jako Kompromis z Caspe, při kterém byl Ferdinand I. Aragonský zvolen následovníkem a novým králem Aragonského království.
V roce 1861 mezi Druhou a Třetí karlistickou válkou Caspe získalo titul města.

## Demografie
| 1900  | 1910  | 1920  | 1930  | 1940  | 1950   | 1960  | 1970  | 1981  | 1991  | 2001  | 2008  | 2011  |
| ----- | ----- | ----- | ----- | ----- | ------ | ----- | ----- | ----- | ----- | ----- | ----- | ----- |
| 7 808 | 8 893 | 9 259 | 9 992 | 9 844 | 10 128 | 9 603 | 9 162 | 8 339 | 8 029 | 7 896 | 8 848 | 9 871 |

## Ekonomika
Ekonomika města je založena na zemědělství, službách a menších společnostech textilní produkce. Hlavní pěstovanou plodinou je oliva, na jejímž základě se dále rozvíjí další průmysl. Olivový olej z této oblasti se může pyšnit chráněným zeměpisným označením.

## Historické památky
Jednou z památek je Salamankova věž (Torre de Salamanca), která se nachází na okraji města. Byla postavena na příkaz generála Salamanky v poslední karlistické válce.
Nejhezčí[zdroj⁠?!] stavbou Caspe je Colegiata de Santa María la Mayor del Pilar. Nachází se na nejvyšším místě města a je tvořena kostelem, hradem Castillo del Baylío, který je dnes v troskách, a konventem.

## Svátky
- Svátek Svatého Antonína (víkend po 17. lednu).
- Svatý týden
- Připomínka Kompromisu z Caspe (poslední červnový víkend).
- Slavnosti Sv. Rocha z Montpellieru (od 12. do 17. srpna).

## Osobnosti
- Miguel Agustín Príncipe (1811–1863), spisovatel, právník a učitel literatury na Zaragozské univerzitě.